# Dorcadion ressli
Dorcadion ressli là một loài bọ cánh cứng trong họ Cerambycidae.